# CP Mérida
A CP Mérida, teljes nevén Club Polideportivo Mérida egy megszűnt spanyol labdarúgócsapat. A klubot 1912-ben alapították, 2000-ben szűnt meg. Utódja a Mérida UD.

## Statisztika
| Szezon  | Osztály    | Poz. | Copa del Rey |
| ------- | ---------- | ---- | ------------ |
| 1943/44 | 3ª         | 10.  |              |
| 1944/45 | 3ª         | 8.   |              |
| 1945/46 | 3ª         | 10.  |              |
| 1946/47 | 3ª         | 7.   |              |
| 1947/48 | Regionális | —    |              |
| 1948/49 | Regionális | —    |              |
| 1949/50 | 3ª         | 16.  |              |
| 1950/51 | 3ª         | 9.   |              |
| 1951/52 | 3ª         | 4.   |              |
| 1952/53 | 3ª         | 9.   |              |
| 1953/54 | 3ª         | 4.   |              |
| 1954/55 | 3ª         | 2.   |              |
| 1955/56 | 3ª         | 3.   |              |
| 1956/57 | 3ª         | 1.   |              |
| 1957/58 | 3ª         | 4.   |              |
| 1958/59 | 3ª         | 11.  |              |

| Szezon  | Osztály    | Poz. | Copa del Rey |
| ------- | ---------- | ---- | ------------ |
| 1959/60 | 3ª         | 4.   |              |
| 1960/61 | 3ª         | 15.  |              |
| 1961/62 | Regionális | —    |              |
| 1962/63 | 3ª         | 9.   |              |
| 1963/64 | 3ª         | 11.  |              |
| 1964/65 | 3ª         | 9.   |              |
| 1965/66 | 3ª         | 9.   |              |
| 1966/67 | 3ª         | 6.   |              |
| 1967/68 | 3ª         | 4.   |              |
| 1968/69 | 3ª         | 10.  |              |
| 1969/70 | 3ª         | 7.   |              |
| 1970/71 | 3ª         | 17.  |              |
| 1971/72 | Regionális | —    |              |
| 1972/73 | Regionális | —    |              |
| 1973/74 | Regionális | —    |              |
| 1974/75 | Regionális | —    |              |

| Szezon  | Osztály    | Poz. | Copa del Rey |
| ------- | ---------- | ---- | ------------ |
| 1975/76 | Regionális | —    |              |
| 1976/77 | 3ª         | 15.  |              |
| 1977/78 | 3ª         | 8.   |              |
| 1978/79 | 3ª         | 4.   |              |
| 1979/80 | 3ª         | 1.   |              |
| 1980/81 | 2ªB        | 18.  |              |
| 1981/82 | 3ª         | 2.   |              |
| 1982/83 | 3ª         | 6.   |              |
| 1983/84 | 3ª         | 6.   |              |
| 1984/85 | 3ª         | 4.   |              |
| 1985/86 | 3ª         | 7.   |              |
| 1986/87 | 3ª         | 12.  |              |
| 1987/88 | 3ª         | 2.   |              |
| 1988/89 | 3ª         | 1.   |              |
| 1989/90 | 2ªB        | 8.   |              |

| Szezon  | Osztály | Poz. | Copa del Rey |
| ------- | ------- | ---- | ------------ |
| 1990/91 | 2ªB     | 4.   |              |
| 1991/92 | 2ª      | 7.   |              |
| 1992/93 | 2ª      | 9.   |              |
| 1993/94 | 2ª      | 9.   |              |
| 1994/95 | 2ª      | 1.   |              |
| 1995/96 | 1ª      | 21.  |              |
| 1996/97 | 2ª      | 1.   |              |
| 1997/98 | 1ª      | 19.  |              |
| 1998/99 | 2ª      | 10.  |              |
| 1999/00 | 2ª      | 6.   |              |

## Ismertebb játékosok
- Leo Franco
- Leo Biagini
- Predrag Juric
- Leonardo Pereira
- Goran Vucevic
- Miguel Ángel Benítez
- Jerzy Podbrożny
- Nyikolaj Piszarev
- Rade Tošić
- Santiago Cañizares
- Pablo Alfaro
- de los Santos